# Ghaffār Behī
Ghaffār Behī (persiska: غَفّار بِهی, غفّار بهی) är en ort i Iran.   Den ligger i provinsen Västazarbaijan, i den nordvästra delen av landet, 600 km väster om huvudstaden Teheran. Ghaffār Behī ligger 1 296 meter över havet och antalet invånare är 458.
Terrängen runt Ghaffār Behī är huvudsakligen platt, men österut är den kuperad.Runt Ghaffār Behī är det ganska tätbefolkat, med 185 invånare per kvadratkilometer. Närmaste större samhälle är Urmia, 9,9 km söder om Ghaffār Behī. Trakten runt Ghaffār Behī består till största delen av jordbruksmark.